# 希瑟·沃森
希瑟·沃森（1992年5月19日—）是英國职业网球女运动员，2010年轉職業。她的WTA生涯最高單打排名為第38（2015年1月19日）。她曾参加2012年和2016年夏季奥林匹克运动会。

## 外部連結
- 希瑟·沃森的国际女子网球协会官方資料（英文）
- 希瑟·沃森的國際網球總會 職業／青少年 官方資料（英文）
- Fed Cup - Player profile - Heather Watson (GBR) （页面存档备份，存于）